# Оренбургское духовное училище
Оренбу́ргское духо́вное учи́лище — бывшее средне-специальное учебное заведение Оренбургской епархии Русской православной церкви, действовавшее в 2000-2015 годы в посёлке Саракташ Оренбургской области. В 1860-1918 годы действовало как начальное учебное духовное заведение и располагалось в Оренбурге.

## История
Училище было открыто по предложению епископа Оренбургского и Уральского Антония (Радонежского) 2 сентября 1860 года на основании решения Святейшего Синода от 4 марта того же года. Первоначально училище разместилось в доме на пересечении улиц Троицкой и Введенской (сейчас — Ленинской и 9 января), завещанном епархии купцом Андреем Ивановичем Еникуцевым. В 1863 году для училища был куплен другой более просторный дом.
В 1864 года училище пострадало от огня, а во время общегородского пожара 16 апреля 1879 года снова сгорело, и для его размещения
был приобретён дом купца И. А. Кимберга на Казначейской улице (сейчас — ул. Брыкина, 2).
В 1884 года здание было капитально перестроен и расширен в русско-византийском стиле по проекту епархиального архитектора Ф. Д. Маркелова.
В 1884—1886 года по одной линии фасада с училищем на средства его попечителя, купца Ф. П. Дегтярёва сооружён каменный храм во имя преп. Феодора, соединённый с основным зданием галереей и освящённый 31 августа 1886 года.
В 1903—1905 года по проекту архитектора В. Н. Чаплица (1874—1955) на скупленных по соседству дворовых участках был возведён новый двухэтажный учебный корпус, в котором была сообружена более просторная домовая церковь св. равноапостольных Константина и Елены, освящённая 2 октября 1905 года. На территории училища также располагалось двухэтажное здание свечного завода, одноэтажный каменный дом, два флигеля (каменный и деревянный), различные хозяйственные постройки.
К 1885 г. в Оренбургском духовном училище занимались 152 человека, к 1895 году — 184, к 1900 году — 185, к 1905 году — 223, к 1910 году — 248, к 1915 году — 260. Если в 1885 году его окончили 13 выпускников, то в 1905 году — 15, а в 1915 году — 27.
В 1918 году духовное училище было закрыто. В этом здании после революции была вечерняя школа, потом учебный комбинат. В настоящее время в здании училища расположены Центр образования № 1, а также кожгалантерейная фабрика.
В сентябре 1999 года при Свято-Троицкой Обители милосердия по благословению архиепископа Оренбургского и Бузулукского Валентина (Мищука) были открыты Епархиальные духовные курсы.
9 июля 2000 года решением Священного Синода Русской православной церкви в Саракташе было утверждено Оренбургское епархиальное духовное училище, которое открылось при Свято-Троицкой Симеоновой Обители Милосердия посёлка Саракташ.
26 сентября 2000 года Управление профессионального образования администрации Оренбургской области министерства образования Российской Федерации выдало Оренбургскому епархиальному духовному училищу п. Саракташ лицензию на осуществление образовательной деятельности в сфере среднего профессионального образования.
В Духовном училище действовали пастырское, регентское и катехизаторское отделения. Обучение происходило по учебным программам и пособиям Московской духовной семинарии. Срок обучения составлял 2 года.
27 мая 2009 года решением Священного Синода была возрождена Оренбургская духовная семинария. При этом о отличие от других возрождённых в России семинарий Оренбургская духовная семинария была создана с нуля, а не на основе одноимённой духовной семинарии. Оренбургское духовное училище же продолжило существовать параллельно с новой семинарией.
16 июля 2013 года Священный Синод Русской Православной Церкви постановил «духовным училищам, готовящим кадры духовенства, предоставить трехлетний срок для преобразования в духовные семинарии, либо в образовательные учреждения (центры), готовящие приходских специалистов в области миссии и катехизации, молодежной и социальной работы». После этого решено было упразднить Оренбургское духорвное училище. 19 августа 2015 года в ЕГРЮЛ была внесна запись о перекрещении дельности Оренбургского духовного училища.
За 2000—2015 годы училище окончило 113 выпускников. Многие из них продолжили обучение в духовных семинариях Московского Патриархата, регентских школах. Многие приняли священный сан.

## Смотрители
до революции Оренбургским духовным училищем руководили следующие лице в должности смотрителей:
- Стефан Иванович Семёнов (1860—1870)
- Александр Николаевич Базанов (1870—1880)
- Николай Сергеевич Сперанский (1880—1896)
- Николай Степанович Гринкевич (1896—1903)
- Фёдор Григорьевич Макарьев (1903—1911)
- Евлампий Арсеньевич Бурцев (1911—1918)